# 塔曼温度
塔曼温度（Tammann temperature），也称泰曼温度。
根据固体物理学的晶格动力学理论，在绝对零度下，构成固体晶格的原子/离子在其平衡位置附近振动。作为研究晶格振动与化学反应相关性的先驱之一，泰曼(Gustav Tammann)发现，随着温度上升，原子/离子在平衡位置附近的振幅越来越大，原子/离子离开平衡位置，扩散加强。在较低温度下，固体发生相变，从一种固体状态变成另外一种，如果温度继续增加，温度足够大，固体融化。
固体发生相变期间，晶格中各个原子开始松动，化学反应性质更强，为了大致描述晶格的松动程度，泰曼引入温度a,a等于固体温度Ts与其熔化温度Tm（熔点）的比值，后来，为纪念泰曼，a即为泰曼温度。
泰曼还发现，不同固体，a值不一样的。下面是一些常见固体的泰曼温度：
- 金属粉末 a≈03~0.4
- 盐类    a≈0.57
- 硅酸盐  a≈0.8~0.9